# Infundibulum tomlini
Infundibulum tomlini is een slakkensoort uit de familie van de Trochidae. De wetenschappelijke naam van de soort is voor het eerst geldig gepubliceerd in 1930 door Fulton.